# 佩特拉希夫卡 (沃洛達爾卡區)
49°35′14″N 29°50′7″E / 49.58722°N 29.83528°E
彼得拉希夫卡（烏克蘭語：Петрашівка）是位於烏克蘭北部的村莊，由基辅州白采爾克瓦區的沃洛達爾卡市鎮負責管轄。該村面積2.06平方公里，海拔高度193米，2001年人口246，人口密度每平方公里119.7人。